# Damien Nazon
Damien Nazon (Épinal, 26 de junho de 1974) é um ex-ciclista francês, que competiu como profissional entre 1996 e 2005. No Tour de France 1998, ele foi o último na classificação geral, o lanterne rouge.